# アメリカ陸軍航空軍
アメリカ陸軍航空軍（United States Army Air Forces, USAAF）は、かつて存在したアメリカ陸軍の部門。アメリカ空軍の前身である。第二次世界大戦中の1941年に陸軍地上軍と同格の部門として設置され、1942年にはアメリカ陸軍航空隊（US Army Air Corps）を統合した。終戦後の1947年には、独立の軍種たるアメリカ空軍へ改組された。 アメリカ陸空軍とも訳される。

## 概要
航空機の性能の向上および1939年の第二次世界大戦の勃発に伴い、陸軍航空隊では航空兵力の整備・増強が行われていた。1941年6月20日、陸軍省は陸軍の航空部門として陸軍航空軍（Army Air Forces）を設置した。これは陸軍地上軍と同等の地位を有する部門と位置づけられていた。航空軍は陸軍参謀総長の指揮下で陸軍の有する全ての航空戦力を運用し、これにより従来よりも独立性の高い航空作戦を展開することが可能となった。1942年3月9日には大統領令9082号の元、航空軍と航空隊の正式な統合が行われた。以後、「航空隊」（Army Air Corps）という言葉は歩兵などと同様に陸軍における兵科の名として扱われることになる。
初代指揮官は1938年から航空隊総監（Chief of Air Corps）を務めていたヘンリー・アーノルド少将である。彼は航空軍設置後の1941年6月30日より航空軍総監（Chief of the Army Air Forces）となり、さらに1942年の航空隊統合後には航空軍司令官（Commanding general of Army Air Forces）と職名が改められている。
1941年12月、真珠湾攻撃を受けてアメリカ合衆国は第二次世界大戦に参戦し、これによって航空軍の増強も加速していった。その後も規模拡大が続き、ピーク時には約8万機の航空機と約240万人の兵員を有したという。第二次世界大戦中に航空軍が遂行した作戦は230万件以上になるという。終戦後、動員解除により規模は大幅に縮小された。
アーノルドは1946年に退役し、カール・スパーツが後任の航空軍司令官となった。1947年9月18日、航空軍は陸軍より独立し、これを以って独立軍種たるアメリカ空軍が設置された。スパーツは初代空軍参謀総長に就任した。
なお、航空軍の戦力は大部分が空軍へ移管されたが、少数の観測機等は引き続き陸軍の元に残された。
1983年以降、アメリカ陸軍の有する航空戦力は陸軍飛行部（Army Aviation Branch）によって運用されている。